# Ozero Opliso
Ozero Opliso (ryska: Озеро Оплисо) är en sjö i Belarus.   Den ligger i voblasten Vitsebsks voblast, i den norra delen av landet, 200 km norr om huvudstaden Minsk. Ozero Opliso ligger 161 meter över havet. Arean är 0,21 kvadratkilometer. Den sträcker sig 1,0 kilometer i nord-sydlig riktning, och 0,6 kilometer i öst-västlig riktning.
Omgivningarna runt Ozero Opliso är en mosaik av jordbruksmark och naturlig växtlighet. Runt Ozero Opliso är det glesbefolkat, med 17 invånare per kvadratkilometer.